# Francisco Araiza
Francisco Araiza (Città del Messico, 4 ottobre 1950) è un tenore messicano.

## Biografia
Ha studiato all'Università nazionale autonoma del Messico ed al Conservatorio nazionale di musica di Città del Messico.
Nel 1975 è Ferrando in Così fan tutte a Karlsruhe.
Nel 1985 tiene un recital al Teatro alla Scala
Dal 2003 insegna canto all'Hochschule für Musik und Darstellende Kunst Stuttgart.
Nel 2013 Araiza è apparso di nuovo in palcoscenico come Cinna in un'edizione in forma di concerto de La vestale di Spontini al Semperoper di Dresda.

## Repertorio
| Ruolo                                   | Titolo                         | Autore     |
| --------------------------------------- | ------------------------------ | ---------- |
| Jaquino Primo prigioniero               | Fidelio                        | Beethoven  |
| Don José                                | Carmen                         | Bizet      |
| Giuseppe Hagenbach                      | La Wally                       | Catalani   |
| Riccardo Percy                          | Anna Bolena                    | Donizetti  |
| Nemorino                                | L'elisir d'amore               | Donizetti  |
| Edgardo Ravenswood                      | Lucia di Lammermoor            | Donizetti  |
| Roberto Leicester                       | Maria Stuarda                  | Donizetti  |
| Ernesto                                 | Don Pasquale                   | Donizetti  |
| Andrea Chénier                          | Andrea Chénier                 | Giordano   |
| Faust                                   | Faust                          | Gounod     |
| Roméo                                   | Roméo et Juliette              | Gounod     |
| Des Grieux                              | Manon                          | Massenet   |
| Werther                                 | Werther                        | Massenet   |
| Armand                                  | Thérèse                        | Massenet   |
| Primo spirito infernale Secondo pastore | L'Orfeo                        | Monteverdi |
| Telemaco                                | Il ritorno d'Ulisse in patria  | Monteverdi |
| Idomeneo                                | Idomeneo                       | Mozart     |
| Belmonte                                | Die Entführung aus dem Serail  | Mozart     |
| Don Ottavio                             | Don Giovanni                   | Mozart     |
| Ferrando                                | Così fan tutte                 | Mozart     |
| Tamino                                  | Die Zauberflöte                | Mozart     |
| Hoffmann                                | Les contes d'Hoffmann          | Offenbach  |
| Rodolfo                                 | La bohème                      | Puccini    |
| Cavaradossi                             | Tosca                          | Puccini    |
| Pong Principe di Persia                 | Turandot                       | Puccini    |
| Lindoro                                 | L'italiana in Algeri           | Rossini    |
| Conte d'Almaviva                        | Il barbiere di Siviglia        | Rossini    |
| Don Ramiro                              | La Cenerentola                 | Rossini    |
| Idreno                                  | Semiramide                     | Rossini    |
| Conte di Libenskof                      | Il viaggio a Reims             | Rossini    |
| Aménophis                               | Moïse et Pharaon               | Rossini    |
| Cinna Licinius                          | La Vestale                     | Spontini   |
| Un cantante italiano                    | Der Rosenkavalier              | Strauss    |
| Zamoro                                  | Alzira                         | Verdi      |
| Alfredo Germont                         | La traviata                    | Verdi      |
| Duca di Mantova                         | Rigoletto                      | Verdi      |
| Riccardo                                | Un ballo in maschera           | Verdi      |
| Don Alvaro                              | La forza del destino           | Verdi      |
| Fenton                                  | Falstaff                       | Verdi      |
| Marinaio di Daland                      | Der fliegende Holländer        | Wagner     |
| Lohengrin                               | Lohengrin                      | Wagner     |
| Walter von Stolzing                     | Die Meistersinger von Nürnberg | Wagner     |
| Max                                     | Der Freischütz                 | Weber      |

## Discografia
- Berlioz, Te Deum - Abbado/ECYO/Araiza, 1981 Deutsche Grammophon
- Catalani: La Wally - Pinchas Steinberg/Alan Titus/Chor des Bayerischen Rundfunks/Éva Marton/Francesco Ellero d'Artegna/Francisco Araiza/Münchner Rundfunkorchester, 1990 BMG
- Donizetti: Maria Stuarda - Agnes Baltsa/Chor des Bayerischen Rundfunks/Edita Gruberová/Francisco Araiza/Giuseppe Patanè/Münchner Rundfunkorchester, 1990 Philips
- Garner: Phenomenon - Susanne Mentzer/Kristin Pankonin/Francisco Araiza/Linda Lukas/Jonathan Fischer/Ben Freimuth/Steve Paulson/Robert Ward/William Stone/Stephanie Friede/Lisa Delan, 2009 PentaTone
- Gounod, Faust - Davis/Te Kanawa/Araiza, 1986 Decca
- Haydn: Nelson Mass - Barbara Hendricks/Chor & Symphonieorchester des Bayerischen Rundfunks/Francisco Araiza/Marjana Lipovsek/Peter Meven/Sir Colin Davis (direttore d'orchestra), 1986 Philips
- Mahler, Lied von der Erde - Giulini/Fassbaender/Araiza, 1984 Deutsche Grammophon
- Mozart, Così fan tutte - Marriner/Mattila/Otter/Araiza, 1989 Decca
- Mozart, Flauto magico - Marriner/Te Kanawa/Araiza, 1989 Decca
- Mozart, Flauto magico - Karajan/Araiza/Mathis/Van Dam, 1980 Deutsche Grammophon
- Mozart: Don Giovanni - Sir Neville Marriner/Sir Thomas Allen/Sharon Sweet/Francisco Araiza/Karita Mattila/Simone Alaimo/Marie McLaughlin/Claudio Otelli/Robert Lloyd/Academy of St. Martin in the Fields, 1991 Philips
- Mozart: Idomeneo - Barbara Hendricks/Francisco Araiza/Sir Colin Davis/Symphonieorchester des Bayerischen Rundfunks, 1991 Philips
- Mozart, Requiem/Ave Verum - Marriner/McNair/Lloyd/Araiza, 1989 Decca
- Offenbach, Racconti di Hoffmann - Tate/Norman/Studer/Araiza/Lind, 1989 Decca
- Puccini, Turandot - Karajan/Ricciarelli/Domingo, 1982 Deutsche Grammophon
- Rossini, Barbiere di Siviglia - Marriner/Allen/Baltsa/Araiza, 1982 Philips
- Rossini: La Cenerentola - Academy of St. Martin in the Fields/Agnes Baltsa/Francisco Araiza/Sir Neville Marriner, 1988 Decca
- Rossini: La Cenerentola - Gabriele Ferro/Klaus L. Neumann/Emilia Ravaglia/Domenico Trimarchi/Enzo Dara/Marilyn Schmiege/Alessandro Corbelli/Francisco Araiza/Lucia Valentini Terrani/Chor Des Westdeutschen Rundfunks, 1983 Sony
- Rossini: Il Viaggio A Reims - Chamber Orchestra of Europe/Claudio Abbado/Giorgio Surian/Katia Ricciarelli/Lella Cuberli/Enzo Dara/Ruggero Raimondi/Samuel Ramey/Cecilia Gasdia, 1985 Deutsche Grammophon
- Rossini: Messa di Gloria - Academy of St. Martin in the Fields & Chorus/Ann Murray/Francisco Araiza/Raúl Gimenez/Samuel Ramey/Sir Neville Marriner/Sumi Jo, 1992 Philips
- Rossini: Stabat Mater - Carol Vaness/Cecilia Bartoli/Francisco Araiza/Ferruccio Furlanetto/Chor & Symphonieorchester des Bayerischen Rundfunks/Semyon Bychkov, 1990 Philips
- Schubert: Die Schöne Müllerin - Irwin Gage/Francisco Araiza, 1985 Deutsche Grammophon
- Verdi, Falstaff - Karajan/Taddei/Kabaivanska, 1980 Deutsche Grammophon
- Weber, Franco cacciatore - Davis/Araiza/Mattila/Lind, 1990 Decca
- Araiza: No limits - Solo Musica
- Araiza: The Romantic Tenor - Francisco Araiza/Münchner Rundfunkorchester, 1992 BMG/RCA
- Anmut: My Favorite Arias - Marija Vidovic/Philharmonie Baden-Baden/Francisco Araiza, Solo Musica

## DVD & BLU-RAY parziale
- Massenet, Manon - Fischer/Gruberova/Araiza/Thau, regia Jean-Pierre Ponnelle, 1983 Deutsche Grammophon
- Mozart, Flauto magico - Sawallisch/Araiza/Popp/Moll, 1983 Deutsche Grammophon
- Mozart, Flauto magico - Levine/MET/Battle/Araiza, 1991 Deutsche Grammophon
- Mozart, Ratto dal serraglio - Böhm/Araiza/Gruberova/Grist, 1980 Deutsche Grammophon
- Mozart: Così fan tutte (Salzburg Festival, 1983) - Francisco Araiza/Kathleen Battle/Sesto Bruscantini/Riccardo Muti, Arthaus Musik/Naxos
- Mozart: Don Giovanni (La Scala, 1987) - Thomas Allen/Edita Gruberová/Francisco Araiza/Claudio Desderi/Natale De Carolis/Riccardo Muti, Opus Arte/Naxos
- Rossini, Cenerentola - Abbado/Stade/Araiza/Desderi, regia Jean-Pierre Ponnelle, Deutsche Grammophon
- Rossini, La Cenerentola (Salzburg Festival, 1988) - Francisco Araiza/Gino Quilico/Walter Berry/Riccardo Chailly, Arthaus Musik/Naxos